# Eugène Robert
Eugène Firmin Antoine Conrad Robert (Gent, 4 juli 1839 - Elsene, 21 maart 1911) was een Belgisch volksvertegenwoordiger.

## Levensloop
Robert was een zoon van de inspecteur van de spoorwegen Louis Robert en van Anne Bedzold. Hij bleef vrijgezel.
Hij promoveerde in 1860 tot doctor in de rechten aan de ULB en werd advocaat in Brussel. Tijdens zijn studies leerde hij Paul Janson kennen, met wie  hij een levenslange vriendschap ontwikkelde. Zijn professionele en politieke carrière waren sterk verbonden aan deze vriendschap.
Robert en Janson maakten samen met Charles Graux, Edmond Picard, Xavier Olin en Pierre Splingard deel uit van de progressistisch-liberale kring Rabougris, dat in 1865 aan de basis lag van het weekblad La Liberté. Daarna richtte Robert samen met Paul Janson het tijdschrift La Libre Examen op, waarvan hij de hoofdredacteur zou worden. Uiteindelijk keerden de twee terug naar La Liberté, waar Robert hoofdredacteur werd. Ook was hij medestichter en redacteur van het Brussels dagblad La Réforme en  redacteur en lid van het directiecomité van het Brussels dagblad Le Ralliement. Voorts was hij samen met de katholiek Alexandre de Burlet vanaf 1881 directeur van het Journal des Tribunaux en lid van het redactiecomité van L'Art Moderne, het literair tijdschrift geleid door Edmond Picard.
Eugène Robert was samen met Paul Janson lid van de Internationale Arbeidersassociatie en beiden toonden sympathie met de socialistische beweging, maar bleven actief in de liberale kringen. In 1882 werd Eugène Robert verkozen tot liberaal volksvertegenwoordiger voor het arrondissement Brussel, in opvolging van de ontslagnemende Alexandre Jamar, en vervulde dit mandaat tot in 1884. Hij werd opnieuw Kamerlid in 1892 en oefende het mandaat uit tot in 1894. Hij verdedigde er als progressistische liberaal het principe van algemeen enkelvoudig stemrecht.
Hij was ook nog van 1867 tot 1870 lid van het Comité van de vereniging La Libre Pensée, lid en van 1895 tot 1896 achtbare meester van de vrijmetselaarsloge Les Amis Philanthropes, lid van de vrijmetselaarsloge Les Vrais Amis de l'Union et du Progrès Réunis, van 1880 tot 1883 lid van de raad van bestuur van de ULB en vanaf 1902 lid van de Libre Académie de Belgique.